# یمن (روستا)
 یُمن  به عربی ( الیُمن  )، روستایی است در دهستان المُقَبَنَة از توابع استان حضرموت در کشور یمن در شبه جزیره عربستان.

## جمعیت
جمعیت آن ( ۲۰۱ ) نفر ( ۱۸ خانوار) می‌باشد.